# Philippe Volter
Philippe Volter (* 23. März 1959 in Brüssel; † 13. April 2005 in Paris) war ein belgischer Schauspieler.

## Leben
Philippe Volter wurde 1959 in der Brüsseler Gemeinde Ukkel als Sohn des Theaterschauspielers und -regisseurs Claude Volter (1933–2002) und der Schauspielerin Jacqueline Bir (* 1934) geboren. Volter hatte einen Bruder.
Bereits mit vier Jahren hatte Philippe Volter seinen ersten Theaterauftritt. Vor die Kamera trat er erstmals 1985, und auch später nahm er noch häufig Theaterrollen an.
Volter arbeitete vor allem mit französischsprachigen – meist belgischen oder französischen – Regisseuren zusammen. In den Jahren 1991 und 1993 wirkte er in Filmen des polnischen Regisseurs Krzysztof Kieślowski mit – Die zwei Leben der Veronika und Drei Farben: Blau. Im Jahr 1995 hatte er einen kleineren Gastauftritt in der Fernsehserie Tatort (Eine todsichere Falle). In der zweiten Hälfte der 1990er-Jahre spielte Volter vermehrt in TV-Filmen mit, ohne jedoch auf Spielfilmrollen zu verzichten.
Im November 2003 starb Volters Vater, Claude Volter, der mit seiner Frau in Brüssel das Theater Comédie Claude Volter gegründet hatte. Im Januar 2003 wurde Philippe Volter als Nachfolger seines Vaters zum directeur artistique des Theaters ernannt. Im Jahr 2004 trat er von der Position zurück, die daraufhin Michel de Warzée übernahm.
Volter wählte am 13. April 2005 den Freitod.

## Filmografie (Auswahl)
- 1987: Issue de secours
- 1987: Macbeth
- 1988: Maestro (Le maître de musique)
- 1989: Dunkle Leidenschaft (Les bois noirs)
- 1990: Cyrano von Bergerac (Cyrano de Bergerac)
- 1991: Die zwei Leben der Veronika (La double vie de Véronique)
- 1991: Simple mortel
- 1992: Aline
- 1993: Drei Farben: Blau (Trois couleurs: Bleu)
- 1993: Abracadabra
- 1994: Dernier stade
- 1995: L’affaire Dreyfus (TV-Zweiteiler)
- 1995: Tatort: Eine todsichere Falle
- 1997: La nuit du destin
- 1997: Fürs Vaterland erschossen (Le pantalon)
- 1999: The Five Senses
- 2001: Посетени от господа
- 2002: Madame Sans-Gêne (TV)
- 2003: Resistance
- 2004: La Crim’ (Fernsehserie, 1 Folge)
- 2005: Les gens honnêtes vivent en France

## Belege
- Philippe Volters Eintrag in der Internet Movie Database
- Biographie auf allocine.fr (frz.)